# Список претендентов на премию «Оскар» за лучший фильм на иностранном языке от Вьетнама
 
Вьетнам участвует в категории «Оскара» «за лучший фильм на иностранном языке» с 1993 года. К концу 2018 года от Вьетнама были заявлены на рассмотрение Американской киноакадемии 14 фильмов 14 режиссёров (в 2018 году заявлен фильм двух режиссёров, фильмы Чан Ань Хунга были заявлены дважды), один из них достиг шорт-листа номинации, но не был удостоен премии.

## Список фильмов
| Год выхода (номер церемонии) | Английское название               | Вьетнамское название           | Русское название              | Режиссёр                           | Результат      |
| ---------------------------- | --------------------------------- | ------------------------------ | ----------------------------- | ---------------------------------- | -------------- |
| 2019 (92)                    | Furie                             | Hai Phượng                     | Фурия                         | Ле Ван Кьет                        | Не номинирован |
| 2018 (91)                    | The Tailor                        | Cô Ba Sài Gòn                  | Портной                       | Чан Быу Лок и Нгуен Ле Фыонг Кхань | Не номинирован |
| 2017 (90)                    | Father and Son                    | Cha cõng con                   | Отец и сын                    | Лыонг Динь Зунг                    | Не номинирован |
| 2016 (89)                    | Yellow Flowers on the Green Grass | Tôi thấy hoa vàng trên cỏ xanh | Жёлтые цветы на зелёной траве | Виктор Ву                          | Не номинирован |
| 2015 (88)                    | Jackpot                           | Trúng số                       | Джекпот                       | Дастин Нгуен                       | Не номинирован |
| 2012 (85)                    | The Scent of Burning Grass        | Mùi cỏ cháy                    | Запах горящей травы           | Нгуен Хыу Мыой                     | Не номинирован |
| 2011 (84)                    | The Prince and the Pagoda Boy     | Khát vọng Thăng Long           | Принц и мальчик из пагоды     | Лыу Чонг Нинь                      | Не номинирован |
| 2009 (82)                    | Don’t Burn                        | Đừng đốt                       | Не сжигай это                 | Данг Нят Минь                      | Не номинирован |
| 2007 (80)                    | The White Silk Dress              | Áo lụa Hà Đông                 | Платье из шёлка «хадонг»      | Лыу Хюинь                          | Не номинирован |
| 2006 (79)                    | Story of Pao                      | Chuyện của Pao                 | История Пао                   | Нго Куанг Хай                      | Не номинирован |
| 2005 (78)                    | The Buffalo Boy                   | Mùa len trâu                   | Пастух буйволов               | Нгуен Во Нгием Минь                | Не номинирован |
| 2000 (73)                    | Vertical Ray of the Sun           | Mùa hè chiều thẳng đứng        | Вертикальный луч солнца       | Чан Ань Хунг                       | Не номинирован |
| 1999 (72)                    | Three Seasons                     | Ba Mùa                         | Три сезона                    | Тони Буй                           | Не номинирован |
| 1996 (69)                    | Gone, Gone Forever Gone           | Gate, gate, paragate           | Гате, гате, парагате          | Хо Куанг Минь                      | Не номинирован |
| 1993 (66)                    | The Scent of Green Papaya         | Mùi đu đủ xanh                 | Аромат зелёной папайи         | Чан Ань Хунг                       | Номинирован    |